# حمام محمديان
حمام محمديان (بالفارسية: حمام محمدیان) هو حمام تاريخي يعود إلى القرن العاشر الهجري إلى القرن الثالث عشر الهجري، ويقع في نمين.